# بخش رینی ریور
بخش رینی ریور (به انگلیسی: Rainy River District) یک سکونتگاه مسکونی در کانادا است که در انتاریو واقع شده‌است.

## خصوصیات
بخش رینی ریور ۲۰٬۳۷۰ نفر جمعیت دارد و ۳۲۸ متر بالاتر از سطح دریا واقع شده‌است.